# Škoda Scala
De Škoda Scala is een kleine gezinsauto gebaseerd op het concept Vision RS van de Tsjechische autofabrikant Škoda Auto. De ontwikkeling duurde vier jaar, de officiële première vond plaats op 6 december 2018 in Tel Aviv, Israël.
De verkoop van de auto startte in april 2019. Door invloed van de coronapandemie werd het model in 2020/2021 tijdelijk uit de productie gehaald.

## Beschrijving

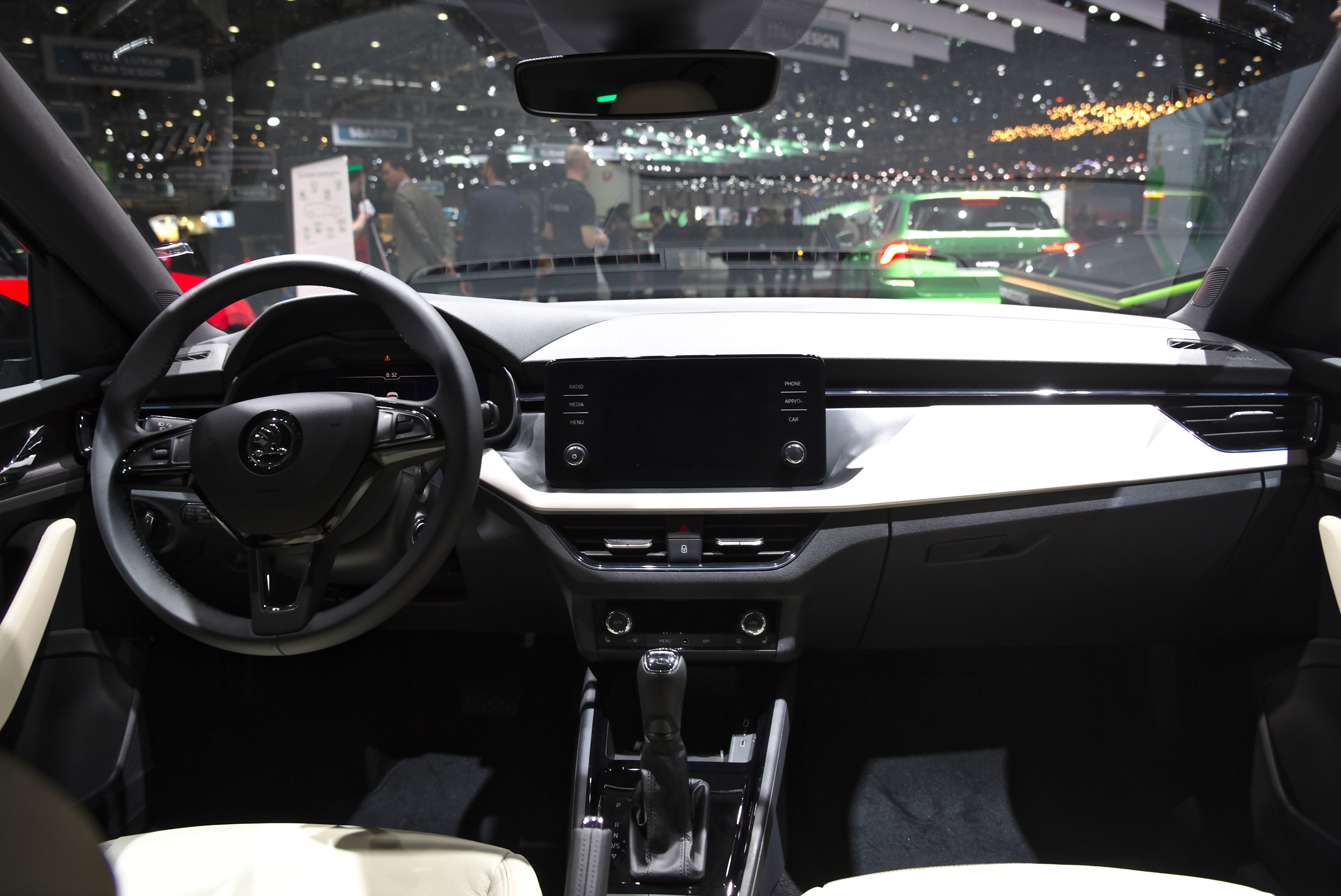
Škoda Scala, dashboard

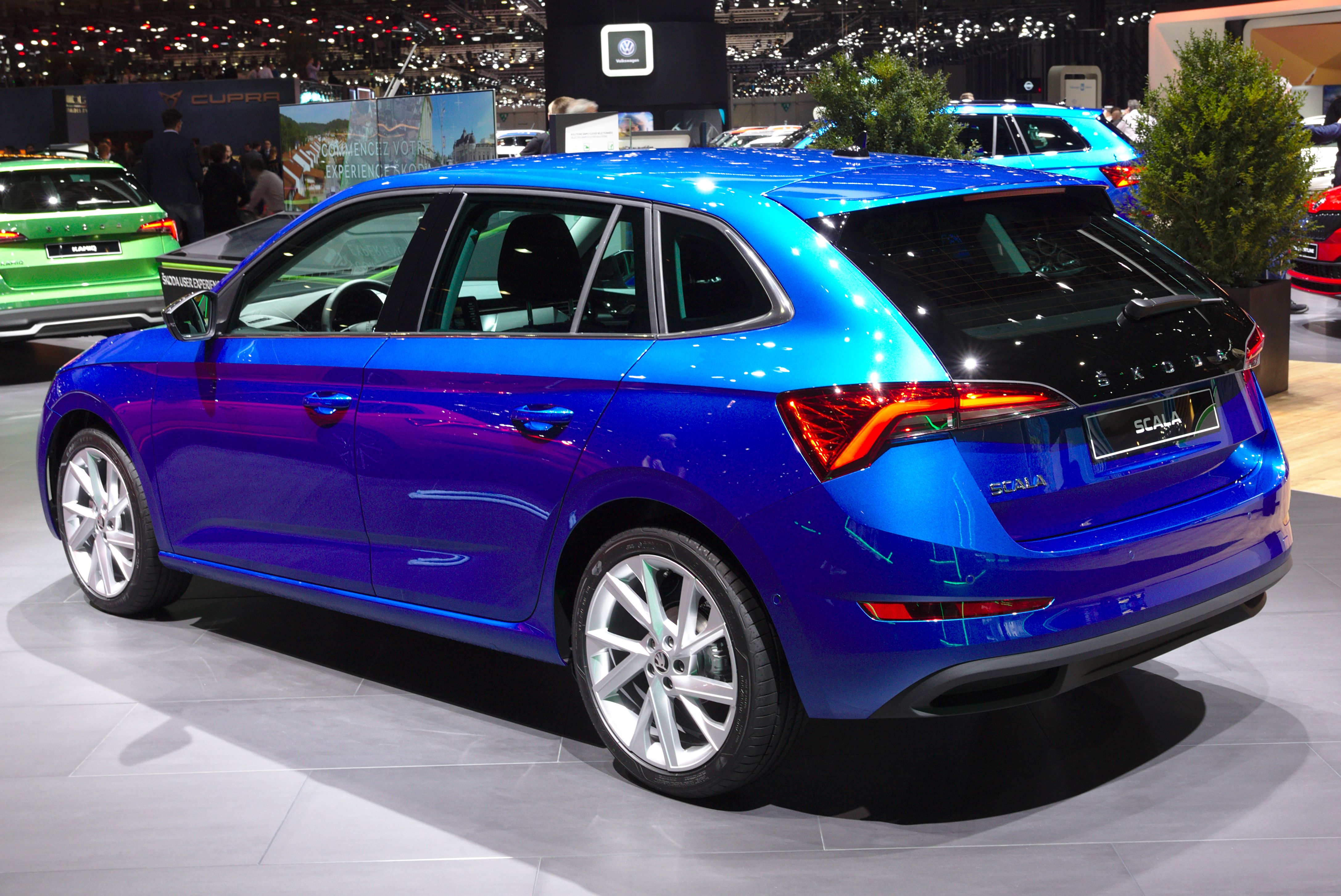
Škoda Scala, achteraanzicht

Eerder werd aangenomen dat de nieuwe auto Felicia, Garde, Spaceback of Popular zou worden genoemd, maar de naam Scala werd op 15 oktober 2018 aangekondigd. Scala betekent "trap" of "ladder" in het Latijn. Volgens de autofabrikant verwijzend naar de grote stap voorwaarts die er gemaakt is.
De Scala is een geheel nieuwe auto en de Tsjechische tegenhanger van de Volkswagen Golf en daarmee concurrent van andere modellen in het C-segment als de Ford Focus en Renault Mégane. De Scala is de opvolger van de Rapid Spaceback. Qua motoren is er in Nederland keus uit twee opties: de handgeschakelde 1.0 liter TSI-benzinemotor met 115 pk of de 1.5 liter TSI met 150 pk en standaard zeventraps DSG-automaat. De 95 pk-versie van de 1.0 TSI en de 1.6 TDI-diesel worden in Nederland niet geleverd, in 2020 zal wel een 1.0 G-Tec leverbaar worden, die op aardgas loopt en 90 pk levert.
Om de Euronorm 6 te halen werd het vermogen van de Scala 1.0TSI teruggebracht van 115 naar 110 pk.